# Acalolepta andamanensis
Acalolepta andamanensis es una especie de escarabajo longicornio del género Acalolepta, tribu Monochamini, subfamilia Lamiinae. Fue descrita científicamente por Breuning en 1953.
Se distribuye por la India, en las islas Andamán. Mide aproximadamente 12-13 milímetros de longitud.